# Митохондриална ДНК
Митохондриалната ДНК (мтДНК) е ДНК, която се намира не в ядрото на клетката, а в митохондриите. Митохондриите са клетъчни органели, които синтезират аденозинтрифосфат (АТФ) – вещество, осигуряващо енергия за протичането на различни биохимични процеси в клетката.
За разлика от преобладаващата част от клетката, чиято функция се определя от ядрената ДНК, митохондриите имат своя собствена ДНК и се смята, че са еволюирали отделно. Човешката мтДНК се състои от 16 569 базови двойки с 37 гена (13 белтъка, 22 транспортни РНК и две рибозомни РНК), които осигуряват производството на белтъчини, необходими за клетъчното дишане. Много по-голям брой от белтъчините в митохондриите (около 1500 при бозайниците) обаче се кодират от ядрената ДНК, като се предполага, че са преминали в нея чрез еволюция.
мтДНК обикновено се предава само от майката при полово размножаване (митохондриална генетика), което означава, че митохондриите са клонове. Това означава, че мтДНК се променя много малко от поколение на поколение за разлика от ядрената ДНК, която се променя с 50% с всяко следващо поколение. Тъй като по тази причина скоростта на мутациите е лесна за измерване, мтДНК е мощно средство за проследяване на произхода по майчина линия и се използва за проследяване на хиляди поколения в миналото при много биологични видове.

## Произход на митохондриалната ДНК
Съществуването на митохондриална ДНК потвърждава ендосимбиотичната теория, според която еукариотните клетки са се появили тогава, когато една прокариотна клетка е била погълната от друга клетка, без да бъде смляна. Предполага се, че тези две клетки са влезли в симбиотична връзка, като вътрешната клетка е станала първата органела. Съществуването на отделна митохондриална ДНК подсказва, че някога митохондриите са съществували отделно от своите сегашни клетки-гостоприемници.

## Генетични заболявания
Мутации в митохондриалната ДНК могат да причинят различни болести като неиздръжливост на физическо натоварване и синдром на Кърнс-Сеър, който причинява пълна загуба на функциите на сърцето, очите и мускулните движения. (Вижте също Митохондриално заболяване.)

## Митохондриално унаследяване
Митохондриите в спермата на бозайниците обикновено се разрушават от яйцеклетката след оплождането. През 1999 г. е съобщено, че митохондриите на бащината сперма (съдържащи мтДНК) се маркират с убиквитин за последващо унищожаване в ембриона (Sutovsky et. al. 1999). Понякога този процес се нарушава, например при междувидовите хибриди. Докладвано е също, че митохондриите понякога могат да се наследят от бащата, например при бананите (Schwartz and Vissing, 2002).
Фактът, че митохондриалната ДНК се наследява от майката без изменения, дава възможност на изследователите да проследяват майчиния произход далеч назад във времето. (По аналогичен начин Y-хромозомната ДНК, наследявана от бащата, се използва за проследяване на произхода по бащина линия.) При хората това става чрез определяне на секвенциите (ДНК последователностите) в един или повече от няколко силно променливи контролни участъка (HVR1 или HVR2) на митохондриалната ДНК. Участъкът HVR1 например се състои от 440 базови двойки и те се сравняват със същите двойки от други индивиди (конкретни хора или субекти от база данни), за да се определи произходът по майчина линия. Най-често сравнението става с коригираната Кеймбриджка еталонна секвенция. Vilà et al са публикували изследвания, проследяващи произхода по майчина линия на домашните кучета до 4 начални индивида. Понятието Митохондриална Ева е базирано на същия тип анализ, който се опитва да открие произхода на човечеството чрез проследяване на произхода по майчина линия назад във времето. (Вижте също теория за единния произход.)

## Книгопис

### На английски език
- Marianne Schwartz and John Vissing, „Paternal Inheritance of Mitochondrial DNA“, New England Journal of Medicine, Aug 22, 2002; 347:576 – 580.  Архив на оригинала от 2005-05-20 в Wayback Machine.
- „Mitochondria can be inherited from both parents“, New Scientist article on Schwartz and Vissing's report;
- Sutovsky, P., et. al. 1999. „Ubiquitin tag for sperm mitochondria.“ Nature 402(Nov. 25):371 – 372. Abstract available at  and discussed in  Архив на оригинала от 2007-12-19 в Wayback Machine..
- Entrez PubMed